# Norialsus montaguensis
Norialsus montaguensis är en insektsart som beskrevs av Van Stalle 1986. Norialsus montaguensis ingår i släktet Norialsus och familjen kilstritar. Inga underarter finns listade i Catalogue of Life.